# Willie Maldonado
Guillermo Francisco Maldonado Sandoval, más conocido como Willie Maldonado (Ciudad de Guatemala, 24 de marzo de 1943), es el presentador televisivo con más larga trayectoria en El Salvador. Nació en Ciudad de Guatemala, y su consagración como animador, locutor y productor radial-televisivo-discográfico la obtuvo en El Salvador. Tiene una experiencia de más de 66 años en el mundo de las comunicaciones.

## Inicios
A los 12 años de edad como operador en TGTO, Radio Internacional. A los 15 como locutor -en TGC, Radio Cristal y a los 20 como productor discográfico y animador de televisión.

## Su trayectoria en Televisión
- 1963: Primera actuación en TV (Canal 3, Guatemala). Posteriormente, presentó un programa semanal de ofertas de un almacén de departamentos.
- 1966 Febrero-Julio: Fue coanfitrión (junto a Leonardo Heredia) del programa diario "Ritmo, Sabor y Fantasía" (Canal 4, El Salvador).
- 1967: Anima "Disco Tints A go-go", (Canal 2, El Salvador).
- 1968: Anima "Golazo Royal", junto a Guillermo "Albertico" Hernández (†19.11.1971) en Canal 2, El Salvador y Canal 5, Honduras.
- 1971: Anima "Telebingo Familiar" (Canal 2, El Salvador/Canal 2, Nicaragua)
- 1971 Junio - 1972 Diciembre: Anima "Juegue, Ría y Gane", espacio que marca su consagración como animador de programas de entretenimiento familiar (Canal 2, El Salvador).
- 1975 Septiembre - 1976 Febrero: Produce y anima "La Hora de Willie Maldonado", show que se suspende por el terremoto del 4 de febrero (Canal 3, Guatemala).
- 1976 Junio-1978 Julio: Produce y anima la Temporada I de "Fin de Semana", show que se canceló por problemas de salud (Canal 2, El Salvador).
- 1978, Enero-Junio: Anima "Lluvia de Estrellas" (Canal 2, Nicaragua)
- 1981 Mayo - 1982 Junio: Co-anima (junto a Gina Lavandier) y edita "Rincón Hogareño" (Canal 2, El Salvador/Canal 3, Guatemala).
- 1982, 10-11 Diciembre: Participó como animador, ingeniero de sonido y coordinador de talentos en la primera Teletón El Salvador (transmitida por Telecorporación Salvadoreña desde el Teatro Presidente).
- 1983: Animó "El Gran Pensador" (Canal 11, Guatemala).
- 1986: Grabó varios segmentos en castellano de "Club 700" (CBN, Virginia Beach).
- 1987, Marzo 21: Inició la producción y animación de la Temporada II de "Fin de Semana" esta vez en Canal 4, El Salvador.
- 1990, Junio: Coanfitrión del programa internacional "No me preguntes a mí, pregúntale a Dios" (grabado en CBN).
- 1992, Septiembre: Fue contratado por Omar Marchant, Vicepresidente de Telemundo, para trabajar en la Cadena. Tres días antes del debut, el proyecto se frustra, debido a su regla profesional de no prestar voz ni imagen para promocionar cigarrillos, cervezas o licores (detalle que había manifestado desde las conversaciones iniciales).
- 2003, Enero 31: Condujo junto a Adal Ramones y talentos de Telecorporación Salvadoreña y Televisa la Teletón 2003, desde el Anfiteatro de la Feria Internacional.
- 2004, Enero 30: Condujo junto a talentos de Telecorporación Salvadoreña y Televisa la Teletón 2004, desde el Gimnasio Nacional "Adolfo Pineda".
- 2005, Enero 29: Condujo junto a Adal Ramones, Verónica Dávila, Claudia Lizaldi y talentos de Telecorporación Salvadoreña y Televisa la Teletón 2005, desde el Gimnasio Nacional "Adolfo Pineda".
- 2006, Enero 28-29: Condujo junto a Adal Ramones, Ernesto Laguardia y talentos de Telecorporación Salvadoreña y Televisa la Teletón 2006, desde el Gimnasio Nacional "Adolfo Pineda".
- 2006, Septiembre 30: Termina la producción-animación de "Fin de Semana" en Canal 4, El Salvador.
- 2006, Octubre 7:  Inició la producción-animación de "Fin de Semana" en Canal 2, El Salvador.
- 2007, Feb. 2: Condujo junto a Ernesto Laguardia y talentos de Telecorporación Salvadoreña y Televisa la Teletón 2007, desde el Gimnasio Nacional "Adolfo Pineda".
- 2008, Feb. 1: Condujo junto a Adal Ramones, Paty Manterola y talentos de Telecorporación Salvadoreña y Televisa la Teletón 2008, desde el Gimnasio Nacional "Adolfo Pineda".
- 2009, Feb. 6-7: Condujo junto talentos de Telecorporación Salvadoreña y Televisa la Teletón 2009, desde el Gimnasio Nacional "Adolfo Pineda".
- 2009, Diciembre 26:  Cierra la Temporada II de Fin de semana en Canal 2.
- 2010, Febrero 6:  Condujo junto a talentos de Telecorporación Salvadoreña y Televisa la Teletón 2010, desde el Gimnasio Nacional "Adolfo Pineda".
- 2010, Marzo 3-Noviembre 24: Anfitrión de la primera temporada de “¿Quién quiere ser millonario?” Canal 4.
- 2011, Febrero 4-5.  Condujo junto a talentos de Telecorporación Salvadoreña y Televisa la Teletón 2011, desde el Gimnasio Nacional "Adolfo Pineda".
- 2011, Marzo 2-Noviembre 23: Anfitrión de la temporada II de “¿Quién quiere ser millonario?” Canal 4.
- 2012, Febrero 4.  Condujo junto a talentos de Telecorporación Salvadoreña y Televisa la Teletón 2012, desde el Gimnasio Nacional "Adolfo Pineda".
- 2012, Mayo 2-2013, Enero 23: Anfitrión de la temporada III de “¿Quién quiere ser millonario?” Canal 4.
- 2013, Febrero 2.  Condujo junto a talentos de Telecorporación Salvadoreña y Televisa la Teletón 2013, desde el Gimnasio Nacional "Adolfo Pineda".
- 2013, Mayo 1, Diciembre 25: Anfitrión de la temporada IV de “¿Quién quiere ser millonario?” Canal 4.
- 2014, Mayo 17.  Anima junto a Lucero, Adal Ramones y talentos de TCS y Televisa la Teletón 2014, desde el Foro 5 de TCS.

- 2014, Enero 1, Diciembre 31: Anfitrión de la temporada V de “¿Quién quiere ser millonario?” Canal 4.

- 2016, febrero-abril: Jurado de "El Número 1 VIP" en Canal 2, junto a Nory Flores y Álvaro Aguilar.
- 2018, octubre 27 - septiembre 28, 2019:  Anfitrión de "Con Willie" (entrevistas a personajes) en TuTV Canal 11
- 2019, octubre 5 - diciembre 26, 2020:  Anfitrión de "¡Gánale, tú puedes!" por Canal 8..

## Su trayectoria en Radio / Shows
- 1958, Noviembre: Primera oportunidad ante micrófono, en TGC Radio Cristal en un turno vespertino de sábado.
- 1959, Marzo: Funda el programa "Norteamérica al aire", en TGC, que se convirtie en segmento favorito de la juventud.
- 1961, Septiembre 2: Forma parte del grupo fundador de la primera radiodifusora 100% juvenil de Guatemala: "Radio 9-80" junto a Jaime Paniagua (†Dic. 10, 2000), Carlos Gamboa, Charlie DeLeón, Roberto Rodas (†Sep. 14, 2003), Rogelio Rivera, Osberto Morales (†Sep. 23, 2011) y otros talentos.
- 1962-1964: Co-produce y locuta "La Hora de Israel", junto a Jacobo Mendelsohn, en Radio Panamericana, Guatemala.
- 1965, Octubre: Re-estructura  junto a otros profesionales guatemaltecos como Carlos Barrios, Mario "Conejo" Hernández (†) y bajo dirección del salvadoreño Leonardo Heredia (†15.08.17) "Radio Emperador", Guatemala.
- 1966, Febrero: Forma parte del grupo fundador de la primera radiodifusora 100% juvenil de El Salvador: "Radio Femenina", junto a L. Heredia (†15.08.17), Tito Carías (†Nov. 6,1973), Rolando Orellana y Carlos Meléndez.
- 1969: Inicia su fase de locutor de comerciales.
- 1970: Se retira como locutor de cabina.
- 1971: Productor/Anfitrión del programa "Estelares" (YSU Radiocadena).
- 1975-1976: Corresponsal en El Salvador de "Triunfos Musicales Latinoamericanos", transmitido continentalmente por la Voice of America.
- 1979, agosto 10: Inicia su programa "Grandes Viejas pero Buenas".
- 1983, Marzo- 1985, Junio: Productor/Anfitrión del micro-programa "Archivo 10.50" (YSU).
- 1999, Abril 24: Inicia la transmisión a nivel mundial -por Internet- de "Grandes Viejas pero Buenas"
- 2009, Julio 28 y agosto 18: Co-presentador de los Conciertos "Buenas Épocas" (Teatro Presidente) a beneficio Hogar V. Guarato
- 2009, agosto 28: Presentador del Concierto "Grandes Viejas pero Buenas, 30 años" (Teatro Presidente) a beneficio Hogar V. Guarato
- 2010, Marzo 16: Presentador y programador musical del Concierto 2 "GVpB" (T, Presidente) a beneficio Hogar V. Guarato
- 2010, Mayo 18: Presentador y programador musical del Concierto 3 "GVpB" (T, Presidente) a beneficio Hogar V. Guarato
- 2010, Julio 16: Presentador y programador musical del Concierto 4 "GVpB" (T, Presidente) a beneficio Hogar V. Guarato
- 2010, Septiembre 14: Presentador y programador musical del Concierto 5 "GVpB" (T, Presidente) a beneficio Hogar V. Guarato
- 2010, Septiembre-Octubre:  Dobla al español las charlas "Estrategias Maestras" del famoso disertante estadounidense Steven K. Scott.
- 2010, Nov. 16: Presentador/programador Concierto 6 "GVpB" (T. Presidente) a beneficio Hogar V. Guarato
- 2011, Enero 21: Presentador/programador Concierto 7 "GVpB" (T. Presidente) a beneficio Hogar V. Guarato
- 2011, Feb. 25: Presentador/programador Concierto 8 "GVpB" (T. Presidente) a beneficio Hogar V. Guarato
- 2011, Mayo 13: Presentador/programador Concierto 9 "GVpB" (T. Presidente) a beneficio Hogar V. Guarato
- 2011, Julio 15:Presentador/programador Concierto 10 "GVpB" (T. Presidente) a beneficio Hogar V. Guarato
- 2011, Sept. 20: Presentador/programador Concierto 11 "GVpB" (T. Presidente) a beneficio Hogar V. Guarato
- 2011, Nov. 15: Presentador/programador Concierto 12 "GVpB" (T. Presidente) a beneficio Hogar V. Guarato
- 2012, Ene. 26: Presentador/programador Concierto 13 "GVpB" (T. Presidente) a beneficio Hogar V. Guarato
- 2012, Marzo 16: Presentador/programador Concierto 14 "GVpB" (T. Presidente) a beneficio Hogar V. Guarato
- 2012, Mayo 18: Presentador/programador Concierto 15 "GVpB" (T. Presidente) a beneficio Hogar V. Guarato
- 2012, Julio 13: Presentador/programador Concierto 16 "GVpB" (T. Presidente) a beneficio Hogar V. Guarato
- 2012, Sept. 14: Presentador/programador Concierto 17 "GVpB" (T. Presidente) a beneficio Hogar V. Guarato
- 2012, Nov.  16: Presentador/programador Concierto 18 "GVpB" (T. Presidente) a beneficio Hogar V. Guarato
- 2013, Enero 31: Presentador/programador Concierto 19 "GVpB" (T. Presidente) a beneficio Hogar V. Guarato
- 2013, Marzo 22: Presentador/programador Concierto 20 "GVpB" (T. Presidente) a beneficio Hogar V. Guarato
- 2013, Mayo 16: Presentador/programador Concierto 21 "GVpB" (T. Presidente) a beneficio Hogar V. Guarato
- 2013, Julio 16: Presentador -con Cilinia Bueno- de Celebración 50 años del Liceo Cristiano Rev. Juan Bueno
- 2013, Julio 19: Presentador/programador Concierto 22 "GVpB" (T. Presidente) a beneficio Hogar V. Guarato
- 2013, Sept. 13: Presentador/programador Concierto 23 "GVpB" (T. Presidente) a beneficio Hogar V. Guarato
- 2014, Marzo 13: Presentador/programador Concierto 24 "GVpB" (T. Presidente) a beneficio Hogar V. Guarato
- 2014, Julio 4: Presentador/programador Concierto 25 "GVpB" (T. Presidente) a beneficio Hogar V. Guarato
- 2014, Sept. 20: Presentador/programador Concierto 26 "GVpB" (T. Presidente) a beneficio Hogar V. Guarato
- 2014, Nov. 12: Presentador/programador Concierto 27 "GVpB" (T. Presidente) a beneficio Hogar V. Guarato
- 2014, Nov. 25: Maestro de ceremonias de la 6a. entrega del "Top Brand Award" de la Universidad Tecnológica
- 2015, Enero 30: Presentador/programador Concierto 28 "GVpB" (T. Presidente) a beneficio Hogar V. Guarato
- 2015, Marzo 27: Presentador/programador Concierto 29 "GVpB" (T. Presidente) a beneficio Hogar V. Guarato
- 2015, junio 24: Presentador/programador Concierto 30 "GVpB" (T. Presidente) a beneficio Hogar V. Guarato
- 2015, julio 4 - febrero 29, 2020: Presenta su show radial: "La tarde se pasa volando" transmitido en vivo los sábados
- 2015, agosto 21: Presentador/programador Concierto 31 "GVpB" (T. Presidente) a beneficio Hogar V. Guarato

- 2015, octubre 30: Presentador/programador Concierto 32 "GVpB" (T. Presidente) a beneficio Hogar V. Guarato
- 2015, Nov. 24: Maestro de ceremonias de la 7a. entrega del "Top Brand Award" de la Universidad Tecnológica.

- 2016, enero 30: Presentador/programador Concierto 33 "GVpB" (T. Presidente) a beneficio Hogar V. Guarato.
- 2016, abril 1: Presentador/programador Concierto 34 "GVpB" (T. Presidente) a beneficio Hogar V. Guarato

- 2016, junio 30: Presentador/programador Concierto 35 "GVpB" (T. Presidente) a beneficio Hogar V. Guarato
- 2016, agosto 31: Presentador/programador Concierto 36 "GVpB" (T. Presidente) a beneficio Hogar V. Guarato
- 2016, noviembre 25: Presentador/programador Concierto 37 "GVpB" (T. Presidente) a beneficio Hogar V. Guarato
- 2017, enero 28: Presentador/programador Concierto 38 "GVpB" (T. Presidente) a beneficio Hogar V. Guarato
- 2017, marzo 18: Presentador/programador Concierto 39 "GVpB" (T. Presidente) a beneficio Hogar V. Guarato
- 2017, junio 30: Presentador/programador Concierto 40 "GVpB" (T. Presidente) a beneficio Hogar V. Guarato
- 2017, octubre 30 a julio 27, 2018: Transmite en directo desde San Salvador "El show de W. Maldonado" para Radio América 900 del área metropolitana de Washington, D.C.
- 2018, enero 27: Presentador/programador Concierto 41 "GVpB" (T. Presidente) a beneficio Hogar V. Guarato
- 2021, junio 14: Inicia -junto a Hernán Sánchez Barros- el show radial "Tenemos que hablar" en Radio Laser 92.9

## Su producción discográfica
- 1963: Grabó "La Aplanadora" con el grupo "Los Traviesos", utilizando el equipo de transmisión de Radio Panamericana. Semanas después, lanza su primer disco de 45 RPM (prensado en Miami), con el mismo tema.
- 1964: Fundó el sello "PICARO", produciendo a grupos guatemaltecos, mexicanos y salvadoreños.
- 1966: Fundó -junto a Leonardo Heredia (†15.08.17)- "Central de Grabaciones".
- 1967: Grabó con Leonardo (†15.08.17) la versión instrumental del Himno Nacional de El Salvador, interpretado por la Banda de las Fuerzas Armadas. Locación: Cine Regis.
- 1969: Grabó la versión del "Pájaro Picón", dedicada a la Selección de fútbol de El Salvador, utilizada durante muchos años para celebrar los goles.  La letra y la voz corresponden al gran comediante "Pánfilo a puras cachas", Mauricio Bojórquez (†25.01.17)
- 1971: Fundó el grupo musical Fiebre Amarilla.
- 1974: Fundó Estudios DOBLE V
- 1979: Transformó a Discos PICARO en Discos DOBLE V.
- 1966-1983: Produjo a decenas de artistas en la "Época de Oro" del artista salvadoreño.
- 1998: Lanzó en CD -en conjunto con el sello estadounidense Music Art- algunas de sus producciones, como "Super Ensalada" (Fiebre Amarilla), "Super Ensalada 2" (Vía Láctea), "Unidad" (Banda del Sol, Corimbo, etc.), "A mi manera" (Eduardo Fuentes) y "Mi propio yo" (Pablo Ríos†)
- 1999: Lanzó en CD el volumen 1 de "Grandes Viejas pero Buenas", conteniendo temas grabados en el período 1966-1983, con artistas como Los Intocables, Los Mustangs, Los Lovers, Banda del sol, Fiebre Amarilla, Los Kiriaps, Los S.O.S., Los Genios, Oscar Olano, etc.
- 2000: La Unión Europea le asigna la producción de un CD conteniendo temas salvadoreños e internacionales, como parte del Festival "La Huella de Europa-El Salvador 2000". Intérprete: Marimba Tazumal.
- 2000: Lanzó en CD los volúmenes 2 y 3 de "Grandes Viejas pero Buenas", con más de los temas clásicos que produjo entre 1965 y 1983.
- 2001: Supervisó "Dos voces....un sentimiento", producción interpretada por Angelita Kriete de Baldocchi y Roberto Romero Pineda, cuyo beneficio económico es destinado a beneficio de los damnificados de los terremotos de ese año.
- 2003: Produjo "My own way" de Jimmy SAKS, realizado para ayudar a niños de escasos recursos atendidos por el Hospital Bloom.
- 2005: Mezcló -junto al Ing. David Cabezas- el álbum con los finalistas del "1.er. Festival de la Canción" de Concultura, entre los que se destacan Arquímedes Reyes, Mónica Argueta y Samuel Bautista. Y produce "My own way 2", nuevo CD de Jimmy SAKS.
- 2008: Produjo y mezcló -junto al Ing. David Cabezas- el CD debut de Johnny Sordo, de Miami.
- 2009: Supervisó en Estudios DOBLE V la grabación y mezcla de "Canto al salvadoreño" con la Internacional Orquesta Hnos. Flores.

## Reconocimientos Especiales
- 4 de mayo de 2005: Premio "Nuestras Estrellas" a la Trayectoria, otorgado por elsalvador.com y El Diario de Hoy.
- 7 de diciembre de 2006: Micrófono de Oro, otorgado por la Cámara de Locutores Profesionales de Guatemala.
- 17 de agosto de 2008: CIBN International Award, Categoría Arte y entretenimiento, otorgado por Community Impacting Business Network.
- 1 de marzo de 2012: Secretaría de la Presidencia de El Salvador (Trayectoria y contribución a la Radiodifusión)

- 24 de julio de 2015: La Universidad Salvadoreña Alberto Masferrer le confiere el título de Doctor Honoris Causa en el área de Liderazgo en Locución y Comunicología, por su extensa y prestigiosa actividad profesional.

- 23 de febrero de 2016: El Club Rotario Maquilishuat le entrega el "Galardón al Orgullo Salvadoreño".
- 22 de octubre de 2016: La Universidad Andrés Bello le otorga el "Galardón comunicador del año".
- 18 de noviembre de 2017:  La Universidad Don Bosco le otorga reconocimiento como "Comunicador con trayectoria destacada".
- 9 de noviembre de 2018: La Universidad Pedagógica le entrega el reconocimiento "Maestre Integral"
- 12 de diciembre de 2018:  La Cámara de locutores profesionales de El Salvador le entrega reconocimiento como "Personalidad de Radio y TV"

## Sus remembranzas
*Artículos relacionados con la carrera de Willie Maldonado:
- GVpB Sitio

## Experiencia en Prensa
Fundador-redactor de la sección artístico-musical "Con Permiso"
- Febrero 1967- julio de 1969: Diario El Mundo, artículos.
- Enero 1970- mayo de 1972: Diario Latino, página completa.
- Junio 1972-abril 1975: Diario El Mundo, suplemento con OCHO páginas a colores.